# Cibulová zelenina

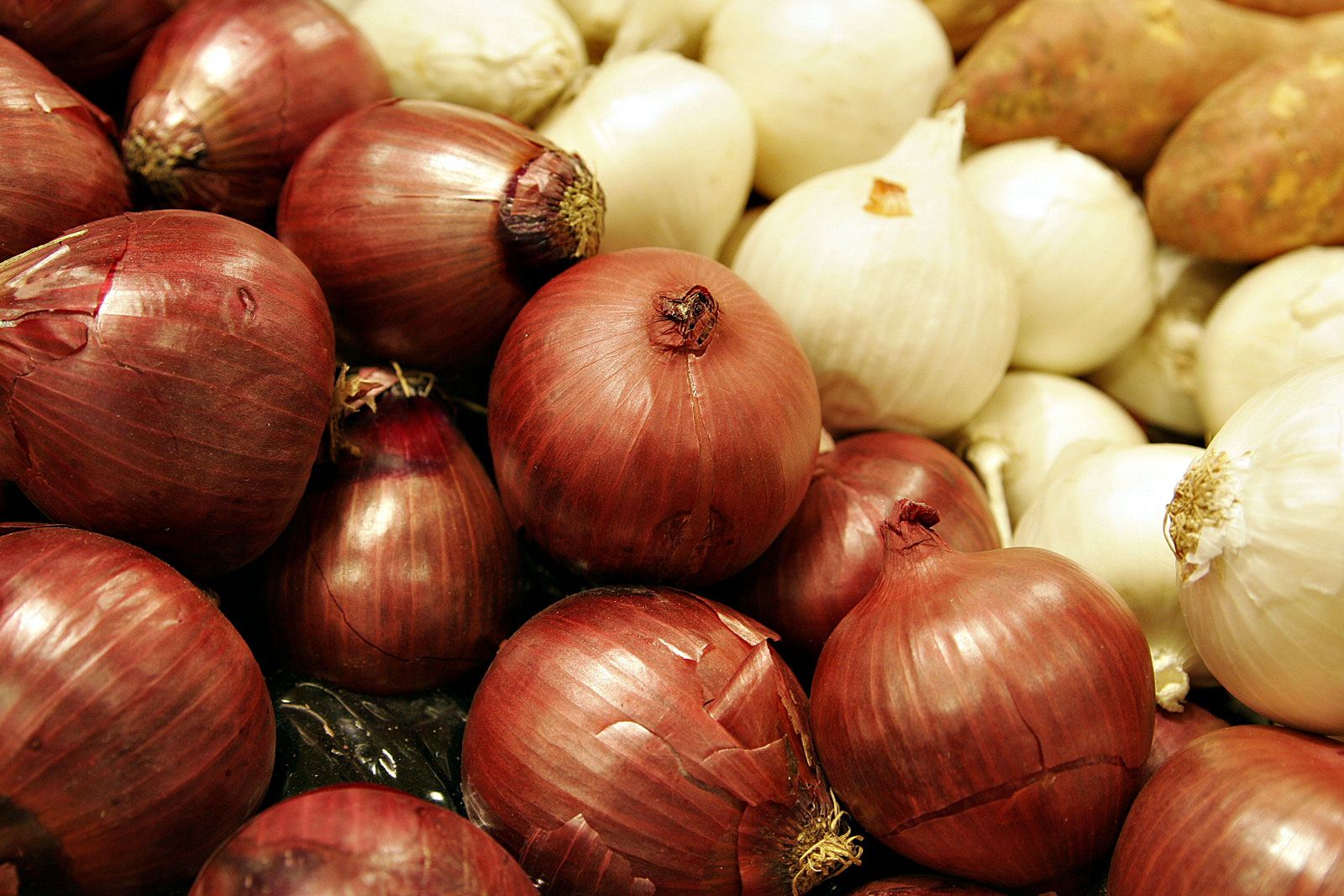
Cibule domácí (Allium cepa)

Cibulová zelenina je zelenina, u niž konzumujeme část zvanou cibule. Má velké množství antibakteriálních látek a také má bohaté využití v kuchyni. Patří sem např.
- cibule
- pórek
- česnek
- pažitka